# Pigen der legede med ilden (film)
Pigen der legede med ilden (svensk: Flickan som lekte med elden) er en svensk film fra 2009, instrueret af Daniel Alfredson. Den er baseret på den prisvindende roman med samme navn af den afdøde svenske forfatter og journalist Stieg Larsson, anden bog i hans "Millennium-serie".

## Skuespillere
- Michael Nyqvist som Mikael Blomkvist
- Noomi Rapace som Lisbeth Salander
- Lena Endre som Erika Berger – Blomkvists kollega
- Peter Andersson som Bjurman – den onde kurator
- Per Oscarsson som Holger Palmgren
- Sofia Ledarp som Malin Eriksson
- Paolo Roberto som sig selv
- Yasmine Garbi som Mimmi Wu
- Georgi Staykov som Zala
- Annika Hallin som Annika Giannini
- Tanja Lorentzon
- Sven Ahlström
- Magnus Krepper
- Ralph Carlsson

## Udgivelse
| Land    | Udgivelsesdato     | Lokalt navn                                                |
| ------- | ------------------ | ---------------------------------------------------------- |
| Sverige | 18. september 2009 | Flickan som lekte med elden                                |
| Danmark | 18. september 2009 | Pigen der legede med ilden                                 |
| Norge   | 18. september 2009 | Jenta som lekte med ilden                                  |
| Finland | 18. september 2009 | Tyttö joka leikki tulella                                  |
| Italien | 25. september 2009 | La ragazza che giocava con il fuoco                        |
| Spanien | 25. september 2009 | La chica que soñaba con una cerilla y un bidón de gasolina |
| Island  | 2. oktober 2009    | Stúlkan sem lék sér að eldinum                             |
| Holland | 21. januar 2010    | -                                                          |